# Caladenia nothofageti
Caladenia nothofageti är en orkidéart som beskrevs av D.L.Jones, Molloy och Mark Alwin Clements. Caladenia nothofageti ingår i släktet Caladenia och familjen orkidéer. Inga underarter finns listade i Catalogue of Life.